# Lepidium oxytrichum
Lepidium oxytrichum är en korsblommig växtart som beskrevs av Thomas Archibald Sprague. Lepidium oxytrichum ingår i släktet krassingar, och familjen korsblommiga växter. Inga underarter finns listade i Catalogue of Life.